# Casa del Nuevo Rezado
La Casa del Nuevo Rezado es un inmueble de Madrid, sede de la Real Academia de la Historia.

## Descripción
El edificio, ubicado en un espacio delimitado por las calles del León, Santa María y de las Huertas, en Madrid, fue proyectado por Juan de Villanueva a finales del siglo XVIII. Tenía como finalidad albergar los libros de rezos (de ahí el nombre del caserón del Nuevo Rezado) de los monjes jerónimos del monasterio de El Escorial, por eso encontramos una parrilla, símbolo del martirio de San Lorenzo, en la fachada del edificio. Las obras de construcción comenzaron en 1788, con austeridad en la ornamentación, pero con grandes proporciones y valiosos materiales. Las crónicas de la época cuentan la admiración de las gentes, cuando vieron entrar por Madrid los carretones que conducían las jambas y el dintel de la puerta tirados por veintiocho pares de bueyes. En 1836, el edificio fue desamortizado por el gobierno de Mendizábal, siendo sede de la Real Academia de la Historia desde el año siguiente, fecha en que se le hizo entrega del edificio a la institución por real orden. Entre 1871 y 1874, se llevaron a cabo obras de reforma, a cargo del arquitecto Eduardo Saavedra. Fue declarado monumento histórico-artístico el 5 de julio de 1945, mediante un decreto publicado el día 16 de ese mismo mes en el Boletín Oficial del Estado, con la rúbrica del dictador Francisco Franco y el entonces ministro de Educación Nacional José Ibáñez Martín. En la actualidad cuenta con el estatus de Bien de Interés Cultural.